# Quy tắc chia hết
Quy tắc chia hết hay dấu hiệu chia hết là các cách nhanh để xác định xem một số nguyên đã cho có chia hết cho một số chia (ước) cụ thể hay không mà không cần thực hiện phép chia, thường bằng cách kiểm tra các chữ số của nó. Mặc dù có các phép kiểm tra tính chia hết cho các số trong bất kỳ hệ cơ số nào và chúng đều khác nhau, bài viết này chỉ trình bày các quy tắc và ví dụ cho các số thuộc hệ thập phân, hay số trong hệ cơ số 10. Martin Gardner đã giải thích và phổ biến những quy tắc này trong chuyên mục "Trò chơi Toán học" vào tháng 9 năm 1962 trên tạp chí Scientific American.

## Các dấu hiệu chia hết cho các số 1–30
Các quy tắc được tổng hợp trong bảng dưới đây biến đổi một số nguyên nhất định thành một số thường nhỏ hơn, trong khi vẫn bảo toàn tính chất chia hết cho số chia cần kiểm tra. Do đó, trừ khi có ghi chú khác, số thu được sau khi biến đổi phải được đánh giá là chia hết cho cùng một ước số. Trong một số trường hợp, quá trình biến đổi có thể được lặp lại cho đến khi rõ ràng tính chất chia hết; đối với các trường hợp khác (chẳng hạn như kiểm tra n chữ số cuối cùng) kết quả phải được kiểm tra bằng các phương pháp khác.
Đối với các ước số có nhiều quy tắc để xét tính chia hết thì những quy tắc trong bảng sắp xếp ưu tiên thích hợp cho kiểm tra các số cần kiểm tra nguyên có nhiều chữ số, sau đó là những quy tắc hữu ích cho các số có ít chữ số hơn.
Lưu ý: Để kiểm tra tính chia hết cho bất kỳ ước số nào có thể biểu diễn dưới dạng 2n hoặc 5n, trong đó n là số nguyên dương, chỉ cần kiểm tra n chữ số cuối cùng.
Lưu ý: Để kiểm tra tính chia hết cho bất kỳ số nào biểu thị được dưới dạng tích của các thừa số nguyên tố {\displaystyle p_{1}^{n}p_{2}^{m}p_{3}^{q}}, chúng ta có thể kiểm tra riêng khả năng chia hết cho từng số nguyên tố với lũy thừa thích hợp của nó. Ví dụ: kiểm tra tính chia hết cho 24 (24 = 8*3 = 23*3) tương đương với kiểm tra tính chất chia hết cho 8 (23) và 3 đồng thời, do đó chúng ta chỉ cần xét tính chia hết cho 8 và 3 để chứng minh tính chia hết cho 24, 48.
Lưu ý: dấu hai chấm (:) trong bảng là dấu để chỉ ví dụ, không phải là dấu chia. 
| Ước số | Điều kiện chia hết | Ví dụ |
| ------ | --- | --- |
| 1      | Bất kỳ số nào | 2: chia hết cho 1. |
| 2      | Chữ số tận cùng (hàng đơn vị) là chẵn (0, 2, 4, 6, hay 8). | Số 1294: chữ số 4 chẵn nên chia hết cho 2. |
| 3      | Cộng các chữ số của số cần kiểm tra. Tổng phải chia hết cho 3. | 405 → 4 + 0 + 5 = 9 và 636 → 6 + 3 + 6 = 15, cả hai số đều chia hết cho 3. 16,499,205,854,376 → 1+6+4+9+9+2+0+5+8+5+4+3+7+6 tổng là 69 → 6 + 9 = 15 → 1 + 5 = 6, 6 rõ ràng chia hết cho 3. |
| 3      | Lấy số lượng các chữ số 2, 5, và 8 có trong số cần kiểm tra trừ đi số các chữ số 1, 4, và 7 trong con số đó. Kết quả phải chia hết cho 3.                                                                                    | Sử dụng ví dụ trên: 16,499,205,854,376 có bốn chữ số nhóm 1, 4 và 7 và có bốn chữ số nhóm 2, 5 và 8; ∴ Bởi vì 4 − 4 = 0 là một bội của 3, số 16,499,205,854,376 chia hết cho 3.            |
| 4      | Hai chữ số cuối cùng tạo thành một số chia hết cho 4. | 40,832: có 32 chia hết cho 4. |
| 4      | Nếu chữ số hàng chục là chẵn, thì chữ số hàng đơn vị phải là 0, 4, hoặc 8. Nếu chữ số hàng chục là lẻ, chữ số hàng đơn vị phải là 2 hoặc 6.                                                                                  | 40,832: chữ số 3 lẻ, còn chữ số hàng đơn vị là 2. |
| 4      | Nhân đôi chữ số hàng chục, rồi cộng với chữ số hàng đơn vị được số chia hết cho 4. | 40832: 2 × 3 + 2 = 8, chia hết cho 4. |
| 5      | Chữ số tận cùng là 0 hoặc 5. | 495: chữ số tận cùng là 5. |
| 6      | Số chia hết cho cả 2 và 3 thì chia hết cho 6 | 1458: có 1 + 4 + 5 + 8 = 18, nên nó chia hết cho 3 và chữ số tận cùng là chẵn, vì thế nó chia hết cho 6.                                                                                   |
| 7      | Lập một tổng xen kẽ đan dấu (tức tổng đại số có dấu cộng trừ xen kẽ nhau giữa các số hạng) của từng nhóm ba chữ số từ phải qua trái được kết quả là một bội số của 7.                                                        | 1,369,851: 851 − 369 + 1 = 483 = 7 × 69 |
| 7      | Lấy 5 nhân với chữ số tận cùng rồi cộng vào phần còn lại của số thu được một số chia hết cho 7. (Có hiệu lực bởi 49 chia hết cho 7, xem chứng minh ở dưới.)                                                                  | 483: có 48 + (3 × 5) = 63 = 7 × 9. |
| 7      | Lấy 2 nhân với chữ số tận cùng rồi trừ vào lấy phần còn lại được một bội của 7. (Cách làm này có hiệu lực vì 21 chia hết 7.)                                                                                                 | 483: có 48 − (3 × 2) = 42 = 7 × 6. |
| 7      | Lấy 9 nhân với chữ số tận cùng rồi trừ vào phần còn lại được kết quả chia hết cho 7. | 483: có 48 − (3 × 9) = 21 = 7 × 3. |
| 7      | Cộng 3 lần chữ số đầu vào chữ số tiếp theo của số đó rồi viết thêm vào kết quả chữ số còn lại thì phải được một bội số của 7. (Cách làm này có hiệu lực vì 10a + b − 7a = 3a + b; số thu được đồng dư modulo 7 với 10a + b.) | 483: có 4×3 + 8 = 20, 203: có 2×3 + 0 = 6, 63: có 6×3 + 3 = 21. |
| 7      | Cộng hai chữ số sau cùng vào hai lần phần còn lại thì được bội của 7. (Có hiệu lực vì 98 chia hết cho 7) | 483,595: có 95 + (2 × 4835) = 9765: 65 + (2 × 97) = 259: 59 + (2 × 2) = 63. |
| 7      | Nhân từng chữ số (từ phải qua trái) với từng số tương ứng (từ trái qua phải) trong dãy sau: 1, 3, 2, −1, −3, −2 (thực hiện lặp lại với các chữ số ở vị trí vượt quá hàng trăm nghìn). Tổng các tích trên là bội của 7.       | 483,595: có (4 × (−2)) + (8 × (−3)) + (3 × (−1)) + (5 × 2) + (9 × 3) + (5 × 1) = 7. |
| 7      | Cộng chữ số tận cùng với 3 lần phần còn lại của số được một bội của 7. | 224: có 4 + (3 x 22) = 70 |
| 7      | Cộng thêm 3 lần chữ số tận cùng vào 2 lần phần còn lại được một bội của 7. | 245: có (3 x 5) + (2 x 24) = 7 x 9 = 63 |
| 8      | Nếu chữ số hàng trăm là chẵn, thì số tạo thành bởi hai chữ số sau cùng phải chia hết cho 8. | 624: 24 chia hết cho 8. |
| 8      | Nếu chữ số hàng trăm là lẻ, thì số tạo thành bởi hai chữ số sau cùng cộng thêm 4 phải được số chia hết cho 8. | 352: 52 + 4 = 56 chia hết cho 8. |
| 8      | Cộng chữ số sau cùng vào hai lần phần còn lại. Giá trị thu được phải là bội của 8. | 56: có (5 × 2) + 6 = 16. |
| 8      | Ba chữ số sau cùng tạo thành số chia hết cho 8. | 34,152: chỉ cần xét tính chia hết cho 152: =19 × 8 |
| 8      | Cộng 4 lần chữ số hàng trăm vào 2 lần chữ số hàng chục và 1 lần chữ số hàng đơn vị được kết quả phải là bội của 8. | 34,152: 4 × 1 + 5 × 2 + 2 = 16 |
| 9      | Tính tổng các chữ số, được kết quả chia hết cho 9. | 2880: có 2 + 8 + 8 + 0 = 18: có 1 + 8 = 9. |
| 10     | Chữ số hàng đơn vị là 0. | 130: chữ số hàng đơn vị là 0. |
| 11     | Lập tổng xen kẽ đan dấu giữa các chữ số, được kết quả phải chia hết cho 11. | 918,082: có 9 − 1 + 8 − 0 + 8 − 2 = 22 = 2 × 11. |
| 11     | Cộng các nhóm gồm hai chữ số từ phải qua trái, kết quả phải chia hết cho 11. | 627: có 06 + 27 = 33 = 3 × 11. |
| 11     | Trừ đi chữ số tận cùng vào phần còn lại của số, kết quả phải chia hết cho 11. | 627: có 62 − 7 = 55 = 5 × 11. |
| 11     | Cộng thêm chữ số tận cùng tới hàng trăm (hay thêm 10 lần chữ số hàng đơn vị vào phần còn lại). Kết quả phải chia hết cho 11.                                                                                                 | 627: có 62 + 70 = 132: có 13 + 20 = 33 = 3 × 11. |
| 11     | Nếu số lượng các chữ số là chẵn thì cộng chữ số đầu và trừ chữ số cuối vào phần còn lại. Kết quả phải chia hết cho 11. | 918,082: số chữ số là chẵn (6) → 1808 + 9 − 2 = 1815: có 81 + 1 − 5 = 77 = 7 × 11 |
| 11     | Nếu số lượng chữ số là lẻ thì trừ cả chữ số đầu và chữ số cuối vào phần còn lại. Kết quả phải chia hết cho 11. | 14,179: số chữ số là lẻ (5) → 417 − 1 − 9 = 407 = 37 × 11 |
| 12     | Số đó chia hết cho cả 3 và 4. | 324: chia hết cho cả 3 và 4 |
| 12     | Trừ chữ số sau cùng vào hai lần phần còn lại. Kết quả phải chia hết cho 12. | 324: 32 × 2 − 4 = 60 = 5 × 12. |
| 13     | Lập tổng xen kẽ từng nhóm ba chữ số từ phải qua trái. Kết quả phải chia hết cho 13. | 2,911,272: 272 − 911 + 2 = −637 |
| 13     | Cộng thêm 4 lần chữ số hàng đơn vị vào phần còn lại, kết quả phải chia hết cho 13. | 637: 63 + 7 × 4 = 91, 9 + 1 × 4 = 13. |
| 13     | Trừ đi số gồm hai chữ số cuối vào bốn lần phần còn lại, được kết quả chia hết cho 13. | 923: 9 × 4 − 23 = 13. |
| 13     | Trừ đi 9 lần chữ số tận cùng vào phần còn lại, được kết quả chia hết cho 13. | 637: 63 − 7 × 9 = 0. |
| 14     | Số đó chia hết cho cả 2 và 7. | 224: sử dụng tính chất chia hết cho 2 và 7 ta thấy nó đều chia hết. |
| 14     | Cộng hai chữ số cuối vào hai lần phần còn lại, được kết quả chia hết cho 14. | 364: 3 × 2 + 64 = 70. 1764: 17 × 2 + 64 = 98. |
| 15     | Số đó chia hết cho cả ba và 5. | 390: nó chia hết cho cả ba và 5. |
| 16     | Nếu chữ số hàng nghìn là chẵn thì số tạo thành bởi ba chữ số cuối phải chia hết cho 16. | 254,176: 176 = 16 × 11. |
| 16     | Nếu chữ số hàng nghìn là lẻ, thì số tạo thành bởi ba chữ số cuối phải chia hết cho 16. | 3408: 408 + 8 = 416 = 26 × 16. |
| 16     | Cộng hai chữ số cuối vào 4 lần phần còn lại, kết quả phải chia hết cho 16. | 176: 1 × 4 + 76 = 80. 1168: 11 × 4 + 68 = 112. |
| 16     | Bốn chữ số tận cùng phải chia hết cho 16. | 157,648: 7,648 = 478 × 16. |
| 17     | Trừ 5 lần chữ số tận cùng vào phần còn lại, được số chia hết cho 17. | 221: 22 − 1 × 5 = 17. |
| 17     | Trừ hai chữ số tận cùng vào hai lần phần còn lại. | 4,675: 46 × 2 − 75 = 17. |
| 17     | Cộng 9 lần chữ số tận cùng vào 5 lần phần còn lại, bỏ đi chữ số 0 tận cùng của kết quả nếu có rồi lặp lại. | 4,675: 467 × 5 + 5 × 9 = 2380; 238: 23 × 5 + 8 × 9 = 187. |
| 18     | Số đó chia hết cho cả 2 và 9. | 342: chia hết cho cả hai và 9. |
| 19     | Cộng thêm hai lần chữ số tận cùng vào phần còn lại. | 437: 43 + 7 × 2 = 57. |
| 19     | Cộng 4 lần hai chữ số tận cùng vào phần còn lại. | 6935: 69 + 35 × 4 = 209. |
| 20     | Số đó chia hết cho 10, và chữ số hàng chục là chẵn. | 360: chia hết cho 10, và 6 là chẵn. |
| 20     | Số tạo bởi hai chữ số tận cùng phải chia hết cho 20. | 480: 80 chia hết cho 20. |
| 21     | Trừ hai lần chữ số tận cùng vào phần còn lại của số được một bội của 21. | 168: 16 − 8 × 2 = 0. |
| 21     | Số đó chia hết cho cả 3 và 7. | 231: chia hết cho cả ba và 7. |
| 22     | Số đó chia hết cho cả 2 và 11. | 352: chia hết cho cả hai và 11. |
| 23     | Cộng 7 lần chữ số cuối vào phần còn lại. | 3128: 312 + 8 × 7 = 368: 36 + 8 × 7 = 92. |
| 23     | Cộng 3 lần hai chữ số cuối vào phần còn lại. | 1725: 17 + 25 × 3 = 92. |
| 24     | Số đó chia hết cho cả 3 và 8. | 552: chia hết cho cả ba và 8. |
| 25     | Xét số tạo bởi hai chữ số cuối. | 134,250: 50 chia hết cho 25. |
| 26     | Số đó chia hết cho cả hai cho 13. | 156: chia hết cho cả hai và 13. |
| 26     | Trừ 5 lần chữ số cuối vào 2 lần phần còn lại được một bội của 26. | 1248: (124 ×2) − (8×5) =208=26×8 |
| 27     | Tính tổng từng nhóm ba chữ số từ phải qua trái. | 2,644,272: 2 + 644 + 272 = 918 = 34 × 27. |
| 27     | Phần còn lại trừ đi 8 lần chữ số cuối. | 621: 62 − 1 × 8 = 54. |
| 27     | Trừ hai chữ số cuối vào 8 lần phần còn lại. | 6507: 65 × 8 − 7 = 520 − 7 = 513 = 27 × 19. |
| 27     | Số đó chia hết cho 3 và 9. | |
| 28     | Số đó chia hết cho cả bốn và 7. | 140: chia hết cho cả bốn và 7. |
| 29     | Cộng thêm ba lần chữ số cuối cùng vào phần còn lại. | 348: 34 + 8 × 3 = 58. |
| 29     | Cộng 9 lần hai chữ số cuối với phần còn lại. | 5510: 55 + 10 × 9 = 145 = 5 × 29. |
| 30     | Số đó chia hết cho cả 3 và 10. | 270: chia hết cho cả 3 và 10. |

## Ví dụ

### Tính chia hết cho 2
Trước hết, lấy số ta muốn kiểm tra (ví dụ số 376) và ghi lại chữ số tận cùng trong số, loại bỏ các chữ số khác. Sau đó lấy chữ số đó (6) bỏ qua các chữ số còn lại và xác định xem nó có chia hết cho 2. Nếu nó chia hết cho 2 thì số ban đầu chia hết cho 2.
Thí dụ
1. 376 (Số ban đầu)
2. 37 6 (Lấy chữ số tận cùng)
3. 6 ÷ 2 = 3 (Kiểm tra xem chữ số tận cùng có chia hết cho 2 không)
4. 376 ÷ 2 = 188 (Nếu chữ số tận cùng chia hết cho 2 thì số nguyên chia hết cho 2)

### Tính chia hết cho 3 hoặc 9
Đầu tiên, lấy một số bất kỳ (ví dụ số 492) và cộng từng chữ số trong số đó với nhau (4 + 9 + 2 = 15). Sau đó lấy tổng đó (15) và xác định xem liệu nó có chia hết cho 3 hoặc 9. Số ban đầu chia hết cho 3 (hoặc 9) khi và chỉ khi tổng các chữ số của nó chia hết cho 3 (hoặc 9).
Thí dụ 1
1. 492 (Số ban đầu)
2. 4 + 9 + 2 = 15 (Cộng từng chữ số riêng lẻ với nhau)
3. 15 chia hết cho 3 nên đến đây ta có thể kết luận. Ngoài ra, chúng ta có thể tiếp tục sử dụng lặp lại phương pháp nếu tổng đó vẫn còn quá lớn:
4. 1 + 5 = 6 (Cộng từng chữ số riêng lẻ với nhau)
5. 6 ÷ 3 = 2 (Kiểm tra xem số nhận được có chia hết cho 3 không)
6. 492 ÷ 3 = 164 (áp dụng quy tắc chia hết cho 3 thì số nguyên chia hết cho 3)

Nếu một số là tích của 3 số liên tiếp thì số đó luôn chia hết cho 3. Số có dạng (n × (n − 1) × (n + 1))
Thí dụ 2
1. 336 (Số ban đầu)
2. 6 × 7 × 8 = 336 (phân tích thành tích)
3. 336 ÷ 3 = 112

### Tính chia hết cho 4
Quy tắc cơ bản để xét chia hết cho 4 là nếu số tạo thành bởi hai chữ số tận cùng của một số chia hết cho 4 thì số ban đầu chia hết cho 4; điều này là do 100 chia hết cho 4 và do đó việc thêm vào hàng trăm, hàng nghìn, v.v. chỉ đơn giản là thêm một số khác chia hết cho 4. Nếu bất kỳ số nào kết thúc bằng một số có hai chữ số mà ta biết là chia hết cho 4 (ví dụ: 24, 04, 08, v.v.), thì số nguyên sẽ chia hết cho 4 bất kể số nào đứng trước hai chữ số cuối cùng.
Ngoài ra, người ta có thể chỉ cần chia đôi số đã cho, sau đó kiểm tra kết quả để tìm xem nó có chia hết cho 2. Nếu đúng, số ban đầu chia hết cho 4. Ngoài ra, kết quả của phép chia này cũng giống như lấy số ban đầu chia cho 4.
Thí dụ.
Quy tắc chung
1. 2092 (Số ban đầu)
2. 20 92 (Chỉ lấy hai chữ số cuối của số, loại bỏ đi các chữ số khác)
3. 92 ÷ 4 = 23 (Kiểm tra xem số đó có chia hết cho 4 không)
4. 2092 ÷ 4 = 523 (Nếu số thu được chia hết cho 4 thì số ban đầu chia hết cho 4)

Cách khác
1. 1720 (Số ban đầu)
2. 1720 ÷ 2 = 860 (Chia số ban đầu cho 2)
3. 860 ÷ 2 = 430 (Kiểm tra xem kết quả vẫn còn có chia hết cho 2 không)
4. 1720 ÷ 4 = 430 (Nếu kết quả chia hết cho 2 thì số ban đầu chia hết cho 4)

### Tính chia hết cho 5
Phép chia hết cho 5 có thể dễ dàng xác định bằng cách kiểm tra chữ số cuối cùng trong số (chẳng hạn số 475) và xem nó có phải là 0 hoặc 5. Nếu chữ số cuối cùng là 0 hoặc 5, thì toàn bộ số đó chia hết cho 5.
Ngoài ra, nếu chữ số cuối cùng của số là 0, thì thương của phép chia cho 5 sẽ là các chữ số còn lại nhân với 2. Ví dụ, số 40 kết thúc bằng số 0 (0), vì vậy hãy lấy các chữ số còn lại (4) và nhân nó với hai (4 × 2 = 8), thì sẽ được kết quả tương tự như kết quả của 40 chia cho 5 (40/5 = 8).
Nếu chữ số cuối cùng của số là 5, thì thương sẽ là các chữ số còn lại nhân với hai (2), cộng với một (1). Ví dụ, số 125 kết thúc bằng chữ số 5, vì vậy lấy các chữ số còn lại (12), nhân chúng với hai (12 × 2 = 24), sau đó cộng một (24 + 1 = 25). Kết quả đúng bằng kết quả của 125 chia cho 5 (125/5 = 25).
Thí dụ.
Nếu chữ số cuối cùng là 0
1. 110 (Số ban đầu)
2. 11 0 (Lấy chữ số cuối cùng của số và kiểm tra xem nó là 0 hay 5)
3. 11 0 (Nếu là 0, lấy các chữ số còn lại để tìm thương số khi chia cho 5)
4. 11 × 2 = 22 (Nhân kết quả với 2)
5. 110 ÷ 5 = 22 (Kết quả tương tự số ban đầu chia cho 5)

Nếu chữ số cuối cùng là 5
1. 85 (Số ban đầu)
2. 8 5 (Lấy chữ số cuối cùng của số và kiểm tra xem nó là 0 hay 5)
3. 8 5 (Nếu là 5, lấy các chữ số còn lại để tìm thương số)
4. 8 × 2 = 16 (Nhân kết quả với 2)
5. 16 + 1 = 17 (Thêm 1 vào kết quả)
6. 85 ÷ 5 = 17 (Kết quả tương tự số ban đầu chia cho 5)

### Tính chia hết cho 6
Tính chia hết cho 6 được xét bằng cách xét xem số đó có chia hết cho cả 2 và 3 hay không. Nói cách khác, số đó là một số chẵn và chia hết cho 3. Đây là cách tốt nhất. Nếu số đó chia hết cho sáu thì lấy số ban đầu (246) chia cho hai (246 ÷ 2 = 123). Sau đó, lấy kết quả đó chia cho ba (123 ÷ 3 = 41). Kết quả này đúng bằng số ban đầu chia cho sáu (246 ÷ 6 = 41).
Thí dụ.
1. 324 (Số ban đầu)
2. 324 ÷ 3 = 108 (Kiểm tra xem số ban đầu có chia hết cho 3 hay không)
3. 324 ÷ 2 = 162 HOẶC 108 ÷ 2 = 54 (Kiểm tra xem số ban đầu hoặc kết quả của phép tính trước có chia hết cho 2 hay không)
4. 324 ÷ 6 = 54 (Nếu một trong hai phép thử ở bước cuối cùng đúng thì số ban đầu chia hết cho 6. Đồng thời, kết quả của phép thử thứ hai trả về cùng kết quả với số ban đầu chia hết cho 6)

Tìm số dư của một số khi chia cho 6
Nhân chữ số ở tận cùng bên phải với chữ số đầu tiên bên trái trong dãy sau rồi lấy chữ số thứ hai tính từ bên phải của số đó nhân với chữ số thứ hai từ bên trái của dãy, rồi cứ như thế tiếp tục cho đến hết. Sau đó tính tổng tất cả các giá trị phép nhân ở trên, lấy số dư của tổng khi chia cho 6, cũng chính là số dư của số ban đầu.
dãy: (1, −2, −2, −2, −2, các chữ số tiếp theo đều là −2 đến hết)
hoặc: (1, 4, 4, 4, 4, các chữ số tiếp theo đều là 4)
Thí dụ: Số dư khi 1036125837 chia cho 6 là bao nhiêu?
Phép nhân chữ số tận cùng bên phải với chữ số đầu tiên trong dãy = 1 × 7 = 7
Phép nhân với chữ số thứ hai tính từ phải với chữ số thứ hai trong dãy = 3 × −2 = −6
Chữ số thứ ba tính tính từ bên phải = −16
Chữ số thứ tư tính tính từ bên phải = −10
Chữ số thứ năm tính từ bên phải = −4
Chữ số thứ sáu tính từ bên phải = −2
Chữ số thứ bảy tính từ bên phải = −12
Chữ số thứ tám tính từ bên phải = −6
Chữ số thứ chín tính từ bên phải = 0
Chữ số thứ mười tính từ bên phải = −2
Tổng = −51
−51 ≡ 3 (mod 6)
Vậy số dư = 3

### Tính chia hết cho 7
Phép chia hết cho 7 có thể được kiểm tra bằng các phương pháp đệ quy. Một số có dạng 10x + y chia hết cho 7 khi và chỉ khi x − 2y chia hết cho 7. Nói cách khác, trừ đi hai lần chữ số tận cùng của số vào số được tạo thành bởi các chữ số còn lại. Tiếp tục làm điều này cho đến khi thu được một số ta biết là chia hết cho 7. Số ban đầu chia hết cho 7 khi và chỉ khi số thu được sau khi sử dụng quá trình kiểm tra này chia hết cho 7. Ví dụ, số 371: 37 − (2 × 1) = 37 − 2 = 35; 3 − (2 × 5) = 3 − 10 = −7; vậy, vì −7 chia hết cho 7 nên 371 chia hết cho 7.
Tương tự, một số có dạng 10x + y chia hết cho 7 khi và chỉ khi x + 5y chia hết cho 7. Vì vậy, cộng năm lần chữ số cuối cùng với số được tạo bởi các chữ số còn lại, và tiếp tục làm như vậy cho đến khi ta thu được số ta đã biết là chia hết cho 7.
Một phương pháp khác sử dụng phép nhân với 3. Một số dạng 10x + y có cùng số dư khi chia cho 7 như số 3x + y. Ta nhân chữ số tận cùng bên trái của số ban đầu với 3, cộng thêm chữ số tiếp theo, lấy phần dư khi chia cho 7, và tiếp tục lặp từ đầu: nhân với 3, cộng với chữ số tiếp theo, v.v. Ví dụ, số 371: 3 × 3 + 7 = 16 chia 7 dư 2 và 2 × 3 + 1 = 7. Phương pháp này còn có thể được sử dụng để tìm phần dư của phép chia cho 7.
Một thuật toán phức tạp hơn để kiểm tra tính chia hết cho 7 sử dụng các tính chất đồng dư: 100 ≡ 1, 101 ≡ 3, 102 ≡ 2, 103 ≡ 6, 104 ≡ 4, 105 ≡ 5, 106 ≡ 1,... (mod 7). Viết từng chữ số của số cần kiểm tra (371) theo thứ tự đảo ngược (173), nhân chúng liên tiếp với các chữ số trong dãy 1, 3, 2, 6, 4, 5, (lặp lại dãy nhân này nếu chưa hết) và cộng các tích với nhau (1×1 + 7×3 + 3×2 = 1 + 21 + 6 = 28). Số ban đầu chia hết cho 7 khi và chỉ khi số thu được bằng cách sử dụng thuật toán này chia hết cho 7 (vì vậy 371 chia hết cho 7 vì 28 cũng chia hết cho 7).
Phương pháp này có thể được đơn giản hóa mà không cần phép tính nhân. Tất cả những gì cần làm với sự đơn giản hóa này là ghi nhớ dãy số ở trên (132645...), chỉ cần cộng và trừ, nhưng luôn làm việc với các số có một chữ số.
Thuật toán đơn giản hóa diễn ra như sau:
- Lấy ví dụ số 371
- Đổi tất cả các chữ số 7, 8 hoặc 9 thành 0, 1 hoặc 2, tương ứng. Trong ví dụ này, chúng ta nhận được số: 301. Bước thứ hai này có thể bỏ qua, nhưng ngoại trừ chữ số tận cùng bên trái nhất thiết phải đổi, nhưng nếu làm theo bước này có thể giúp cho các phép tính sau này dễ dàng hơn.
- Bây giờ chuyển chữ số đầu tiên (3) thành chữ số tiếp sau nó trong dãy 13264513... Trong ví dụ của chúng ta, 3 trở thành 2.
- Cộng kết quả có được ở bước trước (2) với chữ số thứ hai của số (301), và thay kết quả đó cho cả hai chữ số, để tất cả các chữ số còn lại không thay đổi: 2 + 0 = 2. Vậy 301 trở thành 21.
- Lặp lại quá trình này cho đến khi bạn được bội số có thể nhận ra của 7 hoặc đến khi được một số từ 0 đến 6. Vì vậy, bắt đầu từ 21 (đã là một bội số có thể nhận ra của 7), nếu ta lại làm tiếp thì lấy chữ số đầu tiên (2) và chuyển nó thành số tiếp sau tương ứng trong dãy số trên: 2 trở thành 6. Sau đó cộng nó với chữ số thứ hai: 6 + 1 =  7.  Vậy ta có thể kết luận 371 là bội của 7.
- Nếu ở bước nào đó ta gặp chữ số đầu tiên là 8 hoặc 9 thì chúng sẽ đổi thành tương ứng 1 hoặc 2, nhưng nếu chữ số đầu là 7 thì trở thành số 0 nên có thể bỏ đi. Ở bước trên ta còn lại một con số 7, cuối cùng thành số 0.

Nếu như kết quả thu được sau khi thực hiện quá trình trên là 0 hoặc một bội của 7 thì số ban đầu cũng là một bội của 7. Còn nếu chúng ta nhận được một con số nào khác từ 1 đến 6, nó có nghĩa là phải trừ thêm bao nhiêu đơn vị vào số ban đầu để được một bội của 7 (hay số dư khi chia số đó cho 7). Ví dụ, xét số 186.
- Đầu tiên, đổi 8 thành 1: 116.
- Bây giờ, đổi 1 thành chữ số sau trong dãy số (chữ số 3), cộng nó vào chữ số thứ hai và viết kết quả thay cho cả hai: 3 + 1 =  4. Vì vậy, 116 bây giờ trở thành 46.
- Lặp lại quy trình, vì con số này lớn hơn 7. Bây giờ, dựa vào dãy số 4 trở thành 5, rồi cộng thêm vào chữ số 6 tận cùng. Tức là 11.
- Lặp lại quy trình một lần nữa: 1 trở thành 3, được cộng vào chữ số thứ hai (1): 3 + 1 =  4.

Bây giờ chúng ta có được một số nhỏ hơn 7, và số này (4) là số dư của phép chia 186/7. Vì vậy, 186 trừ 4, hay là 182, phải là một bội số của 7.
Lưu ý: Lý do tại sao điều này có hiệu lực là vì nếu chúng ta có: a+b=c và b là một bội của một số n bất kỳ, thì a và c nhất thiết sẽ có cùng một số dư khi chia cho n. Ví dụ, trong 2 + 7 = 9 thì 7 chia hết cho 7. Vì vậy 2 và 9 phải có cùng một số dư khi chia cho 7. Số dư đó là 2.
Do đó, nếu một số n là một bội của 7 (nghĩa là: số dư của phép chia n/7 là 0) thì khi cộng (hoặc trừ) thêm vào n một bội khác của 7 ta vẫn được một bội của 7.
Điều mà thuật toán này thực hiện, như đã giải thích ở trên đối với hầu hết các quy tắc chia hết, chỉ đơn giản là trừ từng bội số nhỏ của 7 từ số ban đầu cho đến khi đạt được một số đủ nhỏ để chúng ta nhớ liệu nó có phải là bội số của 7. Nếu chữ số 1 trở thành 3 ở vị trí thập phân tiếp sau nó, điều đó tương tự như chuyển 10×10n thành 3×10n. Và điều này thực sự cũng giống như việc trừ 7×10n (rõ ràng là bội số của 7) vào 10×10n.
Tương tự, khi ta biến chữ số 3 thành chữ số 2 ở vị trí thập phân sau, thực chất ta đang biến 30×10n thành 2×10n, điều này cũng giống như phép trừ 30×10n − 28×10n, và đây lại là một phép trừ bội số của 7. Lý do tương tự cũng áp dụng cho tất cả các biến đổi còn lại:
- 20×10n − 6×10n = 14×10n
- 60×10n − 4×10n = 56×10n
- 40×10n − 5×10n = 35×10n
- 50×10n − 1×10n = 49×10n

Ví dụ phương pháp thứ nhất
1050 → 105 − 2×0 = 105 − 0 = 105 → 10 − 2×5 = 10 − 10 = 0.
ĐÁP ÁN: 1050 chia hết cho 7.
Ví dụ phương pháp thứ hai
1050 → 0501 (đảo ngược) → 0×1 + 5×3 + 0×2 + 1×6 = 0 + 15 + 0 + 6 = 21 (nhân và cộng với các chữ số trong dãy).
ĐÁP ÁN: 1050 chia hết cho 7.
Phương pháp Vệ-đà (Vedic) xét tính chia hết cho 7
Có thể xét tính chia hết cho 7 nhờ phương pháp số mật tiếp trong Toán học Vệ-đà: bằng một phép nhân ước số với một số (nhân tử) gọi là số mật tiếp hay Ekhādika.  Cách làm này còn có thể áp dụng cho xét tính chia hết cho ước số bất kỳ. Đầu tiên đổi ước số cần kiểm tra (tức số 7) sang "họ số 9" bằng cách lấy 7 nhân với 7 để có số 49: 7×7 = 49. Cộng 1 được 50, bỏ đi chữ số đơn vị ta được 5, rồi lấy 5 làm Ekhādika hay nhân tử. Bắt đầu xét tính chia hết từ phía bên phải của số cần xét. Nhân chữ số tận cùng bên phải với 5 rồi cộng tích này với chữ số bên trái ngay sau đó. Viết kết quả vào một dòng ở ngay dưới chữ số đó. Lặp lại phương pháp đó, nhân chữ số tận cùng của số kết quả ở dòng dưới với 5 rồi cộng với chữ số hàng chục. Sau đó cộng thêm chữ số tiếp theo bên trái của số ban đầu. Viết kết quả đó ngay dưới chữ số đó, cứ tiếp tục lặp thuật toán cho đến hết bên trái. Nếu kết quả cuối cùng được là 0 hoặc là một bội số của 7 thì đúng là số ban đầu cũng chia hết cho 7. Nếu không thì không chia hết. Điều này tuân theo cách ghi một dòng lý tưởng trong kinh Vệ-đà.
Ví dụ phương pháp Vệ-đà:
```
Xét xem số 438,722,025 có chia hết cho 7 hay không?  Nhân tử = 5.
 4  3  8  7  2  2  0  2  5
 |\ |\ |\ |\ |\ |\ |\ |\ |
42 37 46 37  6 40 37 27 05
ĐÚNG
```

Phương pháp Pohlman–Mass
Phương pháp Pohlman-Mass cung cấp một lời giải nhanh chóng có thể xác định xem hầu hết các số nguyên có chia hết cho 7 hay không trong ba bước hoặc ít hơn. Phương pháp này có thể hữu ích trong một cuộc thi toán học như MATHCOUNTS, trong đó thời gian là một yếu tố quyết định trong đánh giá kỹ năng giải không cần máy tính và tính điểm trong Vòng Nước rút.
Bước A: Nếu số nguyên nhỏ hơn hoặc bằng 1.000, trừ hai lần chữ số tận cùng của số vào số được tạo thành bởi các chữ số còn lại. Nếu kết quả là bội số của bảy, thì số ban đầu cũng vậy (và ngược lại). Ví dụ:
```
112 -> 11 − (2×2) = 11 − 4  =  7  CÓ
98  -> 9  − (8×2) = 9  − 16 = −7  CÓ
634 -> 63 − (4×2) = 63 − 8  = 55  KHÔNG
```

Vì 1,001 chia hết cho 7, ta có thể tìm thấy một phát hiện thú vị: cho các bộ số gồm 1, 2 hoặc 3 chữ số lặp lại và các chữ số 0 xen giữa tạo thành các số có 6 chữ số (cho phép các số 0 ở đầu) thì trong đó tất cả các số như vậy đều chia hết cho 7. Ví dụ:
```
001 001 = 1,001 / 7 = 143
010 010 = 10,010 / 7 = 1,430
011 011 = 11,011 / 7 = 1,573
100 100 = 100,100 / 7 = 14,300
101 101 = 101,101 / 7 = 14,443
110 110 = 110,110 / 7 = 15,730
```

```
01 01 01 = 10,101 / 7 = 1,443
10 10 10 = 101,010 / 7 = 14,430
```

```
111,111 / 7 = 15,873
222,222 / 7 = 31,746
999,999 / 7 = 142,857
```

```
576,576 / 7 = 82,368
```

Đối với tất cả các ví dụ trên, trừ ba chữ số đầu tiên cho ba chữ số cuối cùng sẽ cho kết quả là bội số của bảy. Lưu ý rằng các số 0 được phép ở đầu để tạo thành xâu gồm 6 chữ số. Phát hiện này là cơ sở cho các bước tiếp theo, B và C.
Bước B: Nếu số nguyên nằm trong khoảng từ 1,001 đến một triệu, hãy tìm xâu gồm các 1, 2 hoặc 3 chữ số lặp lại tạo thành một số có 6 chữ số gần với số nguyên cần xét (cho phép đặt các số 0 ở đầu và điều này có thể giúp bạn hình dung ra số xâu). Nếu hiệu dương giữa xâu đó và số cần xét nhỏ hơn 1.000, hãy áp dụng Bước A. Điều này có thể được thực hiện bằng cách trừ ba chữ số đầu tiên cho ba chữ số cuối cùng. Ví dụ:
```
341,355 − 341,341 = 14 -> 1 − (4×2) = 1 − 8 = −7     CÓ
67,326 − 067,067 = 259 -> 25 − (9×2) = 25 − 18 = 7   CÓ
```

Thực tế rằng 999,999 là một bội số của 7 có thể được sử dụng để xác định tính chia hết cho 7 của các số nguyên lớn hơn một triệu bằng cách giảm số nguyên ấy thành số có 6 chữ số có thể được xác định bằng bước B. Có thể được thực hiện dễ dàng điều đó bằng cách cộng thêm các chữ số bên trái sáu chữ số đầu tiên đến với số tạo bởi sáu chữ số và tiếp tục với Bước A.
Bước C: Nếu số nguyên cần xét lớn hơn một triệu, trừ nó cho bội số gần nhất của 999.999 và sau đó áp dụng Bước B. Đối với các số lớn hơn, sử dụng các bộ lớn hơn như số gồm 12 chữ số (999.999.999.999), v.v. Sau đó, biến đổi số nguyên thành một số nhỏ hơn có thể giải được bằng Bước B. Ví dụ:
```
22,862,420 − (999,999 × 22) = 22,862,420 − 21,999,978 -> 862,420 + 22 = 862,442
   862,442 -> 862 − 442 (Step B) = 420 -> 42 − (0×2) (Bước A) = 42  CÓ
```

Điều này cho phép ta cộng và trừ các bộ ba chữ số xen kẽ nhau để xác định khả năng chia hết cho 7. Hiểu được các mẫu này cho phép bạn nhanh chóng tính toán xét chia hết cho 7 như được thấy trong các ví dụ mẫu sau:
Ví dụ phương pháp Pohlman−Mass xét tính chia hết cho 7:
```
Xét xem 98 liệu có chia hết cho 7?
98  -> 9  − (8×2) = 9  − 16 = −7  CÓ (Bước A)
```

```
Xét xem 634 có chia hết cho 7 hay không?
634 -> 63 − (4×2) = 63 − 8  = 55  KHÔNG (Bước A)
```

```
Xét xem 355,341 có chia hết cho 7 hay không?
355,341 − 341,341 = 14,000 (Bước B) -> 014 − 000 (Bước B) -> 14 = 1 − (4×2) (Bước A) = 1 − 8 = −7  CÓ
```

```
Xét xem 42,341,530 có chia hết cho 7 hay không?
42,341,530 -> 341,530 + 42 = 341,572 (Bước C)
341,572 − 341,341 = 231 (Bước B)
231 -> 23 − (1×2) = 23 − 2 = 21  CÓ (Bước A)
```

```
Sử dụng một chuỗi cộng trừ đại số xen kẽ:
 42,341,530 -> 530 − 341 + 42 = 189 + 42 = 231 -> 23 − (1×2) = 21  CÓ
```

Phương pháp nhân với 3 để xét tính chia hết cho 7, ví dụ:
```
Xét xem 98 liệu có chia hết cho 7?
98  -> lấy 9 chia 7 dư 2 -> 2×3 + 8 = 14 CÓ
```

```
Xét xem 634 liệu có chia hết cho 7?
634 -> 6×3 + 3 = 21 -> dư 0 -> 0×3 + 4 = 4 KHÔNG
```

```
Xét xem 355,341 liệu có chia hết cho 7?
3 * 3 + 5 = 14 -> dư 0 -> 0×3 + 5 = 5 -> 5×3 + 3 = 18 -> dư 4 -> 4×3 + 4 = 16 -> dư 2 -> 2×3 + 1 = 7 CÓ
```

```
Tìm số dư của 1036125837 chia cho 7
1×3 + 0 = 3 
3×3 + 3 = 12 dư 5 
5×3 + 6 = 21 dư 0 
0×3 + 1 = 1 
1×3 + 2 = 5 
5×3 + 5 = 20 dư 6 
6×3 + 8 = 26 dư 5 
5×3 + 3 = 18 dư 4 
4×3 + 7 = 19 dư 5 
Đáp số là 5
```

Tìm số dư của một số khi chia cho 7 (một cách khác)
Sử dụng các dãy số sau:
Bắt đầu từ 7 — (1, 3, 2, —1, —3, —2, chu kỳ 6 của dãy được lặp lại cho sáu chữ số tiếp theo, quay lại từ 1, 3,...) Chu kỳ: 6 chữ số. Các số lặp lại: 1, 3, 2, −1, −3, −2. Đây là dãy số độ lớn cực tiểu
hoặc dãy số dương:
(1, 3, 2, 6, 4, 5, chu kỳ lặp lại cho sáu chữ số tiếp theo) Chu kỳ: 6 chữ số. Số lặp lại: 1, 3, 2, 6, 4, 5
Nhân chữ số tận cùng bên phải (hàng đơn vị) của số cần xét với chữ số bên trái đầu tiên của một trong hai dãy trên, sau đó lại nhân chữ số thứ hai tính từ bên phải tiếp đó của số cần xét với số thứ hai bên trái của dãy, cứ như vậy làm phép nhân cho đến hết. Sau đó, tính tổng tất cả các giá trị và lấy môđun của 7.
```
Ví dụ: Số dư khi 1036125837 chia cho 7 là bao nhiêu?
Phép nhân chữ số tận cùng bên phải = 1×7 = 7
Phép nhân chữ số thứ hai tính từ bên phải = 3 × 3 = 9
Chữ số thứ ba tính từ bên phải = 8 × 2 = 16
Chữ số thứ tư tính từ bên phải = 5 × −1 = −5
Chữ số thứ năm tính từ bên phải = 2 × −3 = −6
Chữ số thứ sáu tính từ bên phải = 1 × −2 = −2
Chữ số thứ bảy tính từ bên phải = 6 × 1 = 6
Chữ số thứ tám tính từ bên phải = 3 × 3 = 9
Chữ số thứ chín tính từ bên phải = 0
Chữ số thứ mười tính từ bên phải = 1 × −1 = −1
Tổng = 33
33 mod 7 = 5
Phần dư = 5
```

Phương pháp cặp chữ số chia hết cho 7
Phương pháp này sử dụng dãy mẫu 1, −3, 2 trên các cặp chữ số. Nghĩa là, có thể kiểm tra khả năng chia hết của bất kỳ số nào cho 7 bằng cách đầu tiên tách số đó thành các cặp chữ số, sau đó nhân từng cặp chữ số đó với từng số của dãy, làm vậy tới ba cặp chữ số (tức là tới sáu chữ số). Nếu số cần xét nhỏ hơn sáu chữ số, thì điền thêm các chữ số 0 vào bên phải cho đến khi có sáu chữ số. Nếu số cần xét lớn hơn sáu chữ số, thì lặp lại chu kỳ trên cho nhóm sáu chữ số tiếp theo và sau đó cộng các kết quả với nhau. Lặp lại thuật toán này cho đến khi kết quả được một số đủ nhỏ. Số ban đầu chia hết cho 7 khi và chỉ khi số thu được bằng cách sử dụng thuật toán này chia hết cho 7. Phương pháp này đặc biệt phù hợp với các số nguyên lớn.
Ví dụ 1:
Số cần kiểm tra là 157514. Đầu tiên ta tách số đó thành các cặp chữ số: 15, 75 và 14.
Sau đó ta áp dụng thuật toán: 1 × 15 − 3 × 75 + 2 × 14 = 182
Vì kết quả là 182 nhỏ hơn sáu chữ số, ta thêm số 0 vào bên phải cho đến khi nó có sáu chữ số.
Sau đó, chúng ta lại áp dụng thuật toán: 1 × 18 − 3 × 20 + 2 × 0 = −42
Kết quả −42 ta đã biết chia hết cho 7, do đó số ban đầu 157514 cũng chia hết cho 7.
Ví dụ 2:
Số cần kiểm tra là 15751537186.
(1 × 15 − 3 × 75 + 2 × 15) + (1 × 37 − 3 × 18 + 2 × 60) = −180 + 103 = −77
Kết quả −77 chia hết cho 7, do đó số ban đầu 15751537186 chia hết cho 7.

### Tính chia hết cho 13
Kiểm tra số dư khi chia cho 13: sử dụng dãy mẫu (1, −3, −4, −1, 3, 4, chu kỳ tiếp tục.) Nếu bạn không quen tính toán các số âm, thì sử dụng dãy số: (1, 10, 9, 12, 3, 4)
Nhân chữ số tận cùng bên phải của số nguyên cần xét với chữ số bên trái đầu tiên của dãy số ở trên (1), sau đó nhân chữ số thứ hai tính từ phải của số cần xét với chữ số thứ hai trong dãy số. Cứ như vậy, chu kỳ tiếp tục.
Ví dụ: Số dư khi 321 chia cho 13 là bao nhiêu?

Sử dụng dãy số đầu tiên,

Trả lời: 1 × 1 + 2 × −3 + 3 × −4 = −17

Số dư = −17 mod 13 = 9
Ví dụ: Số dư khi 1234567 chia cho 13 là bao nhiêu?

Sử dụng dãy số thứ hai,

Trả lời: 7 × 1 + 6 × 10 + 5 × 9 + 4 × 12 + 3 × 3 + 2 × 4 + 1 × 1 = 178 mod 13 = 9

Số dư = 9.

## Đối với các số trên 30
Tính chia hết có thể được xác định bằng hai cách, tùy thuộc vào loại ước số.

### Ước số hợp
Một số cần xét chia hết cho một ước số hợp nếu nó chia hết cho bậc lũy thừa cao nhất của từng thừa số nguyên tố của ước số. Ví dụ, để xác định tính chia hết của một số cho 36, ta xét tính chia hết của nó cho 4 và 9. Lưu ý rằng, cần phải xét tới bậc lũy thừa cao nhất, vì thế nếu xét cho 3 và 12, hay 2 và 18, sẽ là không đủ. Một bảng các thừa số nguyên tố có thể hữu ích cho việc này.
Một ước số hợp cũng có thể có quy tắc riêng được thành lập bằng cách sử dụng quy trình tương tự như đối với một ước số nguyên tố, như được đưa ra dưới đây nhất là đối với các ước hợp số đúng bằng lũy thừa của một số nguyên tố, lưu ý rằng các biến đổi liên quan có thể không dùng tới bất kỳ thừa số nguyên tố nào có trong ước số. Ví dụ, ta không thể đưa ra quy tắc xét cho 14 mà liên quan đến việc nhân phương trình với 7. Đây không phải là vấn đề đối với các ước nguyên tố vì chúng không phân tích được thành thừa số nào nhỏ hơn.

### Ước số nguyên tố
Mục đích là phải đi tìm một số nghịch đảo của 10 theo modulo ước số nguyên tố đang xét (không áp dụng cho 2 và 5) và sử dụng nó làm nhân tử để làm cho tính chia hết cho ước nguyên tố đó của số ban đầu phụ thuộc vào tính chia hết của số mới nhận được sau quy trình biến đổi (thường là số nhỏ hơn ban đầu) cho cùng ước nguyên tố đang xét. Lấy ví dụ với số 31, bởi vì 10×(−3) = −30 = 1 mod 31, ta được quy tắc sử dụng y − 3x trong bảng dưới. Cũng vì vậy, bởi 10×28 = 280 = 1 mod 31, ta có được một quy tắc khác xét chia hết cho 31, chọn quy tắc nào để dùng thì tùy lấy số nhỏ hơn để thuận tiện tính toán. Thực tế là quy tắc này dành cho các ước nguyên tố ngoài 2 và 5 thực sự là quy tắc chia hết cho bất kỳ số nguyên tố cùng nhau nào với 10 (bao gồm 33 và 39; xem bảng bên dưới). Đây là lý do tại sao điều kiện chia hết trong bảng trên và dưới đây cho bất kỳ số nguyên tố cùng nhau nào với 10 đều có dạng giống nhau (tức cộng hoặc trừ bội của chữ số cuối cùng với phần còn lại của số).

### Các ví dụ cơ bản
Bảng sau cung cấp các quy tắc cho một số ước số trên 30:
| Ước số | Điều kiện chia hết | Ví dụ |
| ------ | --- | --- |
| 31     | Trừ 3 lần chữ số tận cùng vào phần còn lại của số cần xét. | 837: 83 − 3×7 = 62                                                                                              |
| 32     | Số tạo bởi 5 chữ số cuối cùng chia hết cho 32. | 25,135,520: 35,520 = 1110×32                                                                                    |
| 32     | Nếu chữ số hàng chục nghìn là chẵn, xét số tạo bởi 4 chữ số cuối cùng                                                                                                   | 41,312: 1312.                                                                                                   |
| 32     | Nếu chữ số tạo bởi hàng chục nghìn là lẻ, xét số tạo bởi 4 chữ số cuối cùng cộng 16.                                                                                    | 254,176: 4176+16 = 4192.                                                                                        |
| 32     | Cộng hai chữ số cuối cùng vào 4 lần phần còn lại. | 1312: (13×4) + 12 = 64.                                                                                         |
| 33     | Cộng 10 lần chữ số cuối cùng vào phần còn lại. | 627: 62 + 10×7 = 132, 13 + 10×2 = 33.                                                                           |
| 33     | Từ phải qua trái, cộng nhóm hai các chữ số lại với nhau rồi xét tổng đó.                                                                                                | 2145: 21 + 45 = 66.                                                                                             |
| 33     | Số đó chia hết cho cả 3 và 11. | 627: 62 - 7 = 55 và 6 + 2 + 7 = 15 = 3 × 5                                                                      |
| 35     | Số đó phải chia hết cho 7 và tận cùng bởi 0 hoặc 5. | 315: 31 - 5×2 = 21 = 3×7, chia hết cho cả bảy và 5                                                              |
| 37     | Cộng từng nhóm 3 chữ số từ phải qua trái và xét tổng đó. | 2,651,272: 2 + 651 + 272 = 925. 925 = 37×25.                                                                    |
| 37     | Trừ 11 lần chữ số tận cùng vào phần còn lại. | 925: 92 − (5×11) = 37.                                                                                          |
| 39     | Số đó chia hết cho cả 3 và 13. | 351: 35 - 1 = 34 và 3 + 5 + 4 = 12 = 3 × 4                                                                      |
| 39     | Cộng 4 lần chữ số tận cùng vào phần còn lại. | 351: 35 + (1 × 4) = 39                                                                                          |
| 41     | Tính tổng các nhóm năm chữ số từ phải sang trái rồi xét tổng đó. | 72,841,536,727: 7 + 28,415 + 36,727 = 65,149 = 41×1,589.                                                        |
| 41     | Trừ 4 lần chữ số tận cùng vào phần còn lại. | 738: 73 − 8 × 4 = 41.                                                                                           |
| 43     | Cộng 13 lần chữ số tận cùng vào phần còn lại. | 36,249: 3624 + 9 × 13 = 3741, 374 + 1 × 13 = 387, 38 + 7 × 13 = 129, 12 + 9 × 13 = 129 = 43 × 3.                |
| 43     | Trừ 3 lần hai chữ số cuối cùng vào phần còn lại. | 36,249: 362 - 49 × 3 = 215 = 43 × 5.                                                                            |
| 45     | Số đó phải chia hết cho 9 và tận cùng bởi 0 hoặc 5. | 2025: Tận cùng bởi 5 và 2+0+2+5 = 9.                                                                            |
| 47     | Trừ 14 lần chữ số tận cùng vào phần còn lại. | 1,642,979: 164297 − 9 × 14 = 164171, 16417 − 14 = 16403, 1640 − 3 × 14 = 1598, 159 − 8 × 14 = 47.               |
| 47     | Cộng hai chữ số cuối cùng vào 6 lần phần còn lại. | 705: 7 × 6 + 5 = 47.                                                                                            |
| 49     | Số đó phải chia hết cho 7. | |
| 49     | Cộng 5 lần chữ số tận cùng vào phần còn lại. | 1,127: 112+(7×5)=147. 147: 14 + (7×5) = 49                                                                      |
| 49     | Cộng hai chữ số cuối cùng vào 2 lần phần còn lại. | 588: 5 × 2 + 88 = 98.                                                                                           |
| 50     | Hai chữ số cuối cùng là 00 hoặc 50. | 134,250: 50. |
| 51     | Số đó phải chia hết cho cả 3 và 17. | 459: 4 × 2 - 59 = -51, và 4 + 5 + 9 = 18 = 3 × 6                                                                |
| 51     | Trừ 5 lần chữ số tận cùng vào phần còn lại. | 204: 20-(4×5) = 0                                                                                               |
| 51     | Trừ hai chữ số cuối cùng vào 2 lần phần còn lại. | 459: 4 × 2 - 59 = -51.                                                                                          |
| 53     | Cộng 16 lần chữ số tận cùng vào phần còn lại. | 3657: 365+(7×16)=477 = 9 × 53                                                                                   |
| 53     | Trừ hai chữ số cuối cùng vào 6 lần phần còn lại. | 5777: 57 × 6 - 77 = 265.                                                                                        |
| 55     | Số đó phải chia hết cho 11 và tận cùng bởi 0 hoặc 5. | |
| 57     | Số đó phải chia hết cho cả 3 và 19. | 3591: 359 + 1 × 2 = 361 = 19 × 19, và 3 + 5 + 9 + 1 = 15 = 3 × 5                                                |
| 57     | Trừ 17 lần chữ số tận cùng vào phần còn lại. | 3591: 359 − 17 = 342, 34 − 2 × 17 = 0.                                                                          |
| 59     | Cộng 6 lần chữ số tận cùng vào phần còn lại. | 295: 29 + 5×6= 59                                                                                               |
| 61     | Trừ 6 lần chữ số tận cùng vào phần còn lại. | 732: 73-(2×6)=61                                                                                                |
| 64     | Số tạo bởi 6 chữ số cuối cùng phải chia hết cho 64. | 2,640,000 chia hết cho 64.                                                                                      |
| 65     | Số đó phải chia hết cho 13 và tận cùng bởi 0 hoặc 5. | |
| 67     | Trừ hai lần hai chữ số cuối cùng vào phần còn lại. | 9112: 91 - 12×2 = 67                                                                                            |
| 67     | Trừ 20 lần chữ số tận cùng vào phần còn lại. | 4489: 448-9×20 = 448-180 = 268.                                                                                 |
| 69     | Số đó phải chia hết cho 3 và 23. | 345: 3 + 4 + 5 = 12 = 3 × 4, và 34 + 5 × 9 = 69 = 3 × 23                                                        |
| 69     | Cộng 7 lần chữ số tận cùng vào phần còn lại. | 345: 34 + 5×7 = 69                                                                                              |
| 71     | Trừ 7 lần chữ số tận cùng vào phần còn lại. | 852: 85-(2×7) = 71                                                                                              |
| 73     | Lập tổng xen kẽ các nhóm 4 chữ số từ phải sang trái. | 220,241: 241 - 22 = 219.                                                                                        |
| 73     | Cộng 22 lần chữ số tận cùng vào phần còn lại. | 5329: 532 + 22 × 9 = 730, 7 + 22 × 3 = 73.                                                                      |
| 75     | Số đó phải chia hết cho 3 và tận cùng bởi 00, 25, 50 hoặc 75. | |
| 77     | Số đó chia hết cho 7 và 11. | 693: 69 - 3 = 66 = 11 × 6, và 69 - (6 × 2) = 63 = 7 × 9                                                         |
| 77     | Lập tổng xen kẽ các nhóm 3 chữ số từ phải sang trái. | 76,923: 923 - 76 = 847.                                                                                         |
| 79     | Cộng 8 lần chữ số tận cùng vào phần còn lại. | 711: 71 + 1×8= 79                                                                                               |
| 81     | Số đó chia hết cho 9 và 27. | |
| 81     | Trừ 8 lần chữ số tận cùng vào phần còn lại. | 162: 16-(2×8)=0                                                                                                 |
| 83     | Cộng 25 lần chữ số tận cùng vào phần còn lại. | 581: 58+(1×25)=83                                                                                               |
| 83     | Cộng ba chữ số cuối cùng vào 4 lần phần còn lại. | 38,014: (4×38) + 14 = 166                                                                                       |
| 85     | Số đó phải chia hết cho 17 tận cùng bởi 0 hoặc 5. | 30,855: 3085 - 25 = 3060 = 17×18, và số đó tận cùng bởi 5.                                                      |
| 87     | Số đó phải chia hết cho 3 và 29. | 2001 = 2 + 0 + 0 + 1 = 3 2001: 200 + 1 × 3 = 203.                                                               |
| 87     | Trừ 26 lần chữ số tận cùng vào phần còn lại. | 15138: 1513 − 8 × 26 = 1305, 130 − 5 × 26 = 0.                                                                  |
| 89     | Cộng 9 lần chữ số tận cùng vào phần còn lại. | 801: 80 + 1×9 = 89                                                                                              |
| 89     | Cộng hai chữ số cuối cùng vào 11 lần phần còn lại. | 712: 12 + (7×11) = 89                                                                                           |
| 91     | Trừ 9 lần chữ số tận cùng vào phần còn lại. | 182: 18 - (2×9) = 0                                                                                             |
| 91     | Lập tổng xen kẽ các nhóm 3 chữ số từ phải sang trái. | 5,274,997: 5 - 274 + 997 = 728                                                                                  |
| 91     | Số đó phải chia hết cho 7 và 13. | 8281: 828+4 = 832. 83+8=91 828-2=826. 82-12=70.                                                                 |
| 95     | Số đó phải chia hết cho 19 tận cùng bởi 0 hoặc 5. | 51,585: 5158 + 10 = 5168, 516 + 16 = 532, 53 + 4 = 57 = 19×3, và số đó tận cùng bởi 5.                          |
| 97     | Trừ 29 lần chữ số tận cùng vào phần còn lại. | 291: 29 - (1×29) = 0                                                                                            |
| 97     | Cộng hai chữ số cuối cùng vào 3 lần phần còn lại. | 485: (3×4)+ 85 = 97                                                                                             |
| 99     | Số đó chia hết cho 9 và 11. | 891: 89 - 1 = 88. 8 + 9 + 1 = 18.                                                                               |
| 99     | Cộng các nhóm hai chữ số từ phải sang trái. | 144,837: 14 + 48 + 37 = 99.                                                                                     |
| 100    | Tận cùng bởi ít nhất hai chữ số 0. | 14100: Nó có hai chữ số 0 ở cuối.                                                                               |
| 101    | Lập tổng xen kẽ các nhóm 2 chữ số từ phải sang trái. | 40,299: 4 - 2 + 99 = 101.                                                                                       |
| 103    | Cộng 31 lần chữ số tận cùng vào phần còn lại. | 585658: 58565 + (8×31) = 58813. 58813: 103 = 571                                                                |
| 103    | Trừ hai chữ số cuối cùng vào 3 lần phần còn lại. | 5356: (53×3) - 56 = 103                                                                                         |
| 107    | Trừ 32 lần chữ số tận cùng vào phần còn lại. | 428: 42 - (8×32) = -214                                                                                         |
| 107    | Trừ hai chữ số cuối cùng vào 7 lần phần còn lại. | 1712: 17 × 7 - 12 = 107                                                                                         |
| 109    | Cộng 11 lần chữ số tận cùng vào phần còn lại. | 654: 65 + (11×4) = 109                                                                                          |
| 111    | Số đó chia hết cho 3 và 37. | |
| 111    | Cộng các nhóm ba chữ số từ phải sang trái. | 1,370,184: 1 + 370 + 184 = 555                                                                                  |
| 113    | Cộng 34 lần chữ số tận cùng vào phần còn lại. | 3842: 384 + 34 × 2 = 452, 45 + 34 × 2 = 113.                                                                    |
| 121    | Số đó chia hết cho 11. | |
| 121    | Trừ 12 lần chữ số tận cùng vào phần còn lại. | 847: 84 - 12 × 7 = 0                                                                                            |
| 125    | Tận cùng bởi 000, 125, 250, 375, 500, 625, 750 và 875. Hoặc số tạo bởi ba chữ số cuối cùng phải chia hết cho 125.                                                       | 47625:625 2125 chia hết cho 125.                                                                                |
| 127    | Trừ 38 lần chữ số tận cùng vào phần còn lại. | 4953: 495 - 38 × 3 = 381, 38 - 38 × 1 = 0.                                                                      |
| 128    | Số tạo bởi 7 chữ số cuối cùng phải chia hết cho 128. | 11,280,000 chia hết cho 128.                                                                                    |
| 131    | Trừ 13 lần chữ số tận cùng vào phần còn lại. | 1834: 183 - 13 × 4 = 131, 13 - 13 = 0.                                                                          |
| 137    | Lập tổng xen kẽ các nhóm 4 chữ số từ phải sang trái. | 340,171: 171 - 34 = 137.                                                                                        |
| 139    | Cộng 14 lần chữ số tận cùng vào phần còn lại. | 1946: 194 + 14 × 6 = 278, 27 + 14 × 8 = 139.                                                                    |
| 143    | Số đó chia hết cho 11 và 13. | |
| 143    | Lập tổng xen kẽ các nhóm 3 chữ số từ phải sang trái. | 1,774,487: 1 - 774 + 487 = -286                                                                                 |
| 143    | Cộng 43 lần chữ số tận cùng vào phần còn lại. | 6149: 614 + 43 × 9 = 1001, 100 + 43 = 143.                                                                      |
| 149    | Cộng 15 lần chữ số tận cùng vào phần còn lại. | 2235: 223 + 15 × 5 = 298, 29 + 15 × 8 = 149.                                                                    |
| 151    | Trừ 15 lần chữ số tận cùng vào phần còn lại. | 66,893: 6689 - 15 × 3 = 6644 = 151×44.                                                                          |
| 157    | Trừ 47 lần chữ số tận cùng vào phần còn lại. | 7536: 753 - 47 × 6 = 471, 47 - 47 = 0.                                                                          |
| 163    | Cộng 49 lần chữ số tận cùng vào phần còn lại. | 26,569: 2656 + 441 = 3097 = 163×19.                                                                             |
| 167    | Trừ 5 lần hai chữ số cuối cùng vào phần còn lại. | 53,774: 537 - 5 × 74 = 167.                                                                                     |
| 173    | Cộng 52 lần chữ số tận cùng vào phần còn lại. | 8996: 899 + 52 × 6 = 1211, 121 + 52 = 173.                                                                      |
| 179    | Cộng 18 lần chữ số tận cùng vào phần còn lại. | 3222: 322 + 18 × 2 = 358, 35 + 18 × 8 = 179.                                                                    |
| 181    | Trừ 18 lần chữ số tận cùng vào phần còn lại. | 3258: 325 - 18 × 8 = 181, 18 - 18 = 0.                                                                          |
| 191    | Trừ 19 lần chữ số tận cùng vào phần còn lại. | 3629: 362 - 19 × 9 = 191, 19 - 19 = 0.                                                                          |
| 193    | Cộng 58 lần chữ số tận cùng vào phần còn lại. | 11194: 1119 + 58 × 4 = 1351, 135 + 58 = 193.                                                                    |
| 197    | Trừ 59 lần chữ số tận cùng vào phần còn lại. | 11820: 118 - 59 × 2 = 0.                                                                                        |
| 199    | Cộng 20 lần chữ số tận cùng vào phần còn lại. | 3980: 39 + 20 × 8 = 199.                                                                                        |
| 200    | Hai chữ số cuối của số là "00", và chữ số thứ ba từ phải (hàng trăm) là chẵn.                                                                                           | 34,400: Chữ số hàng trăm là 4, và hai chữ số cuối cùng là 0.                                                    |
| 211    | Trừ 21 lần chữ số tận cùng vào phần còn lại. | 44521: 4452 - 21 × 1 = 4431, 443 - 21 × 1 = 422, 42 - 21 × 2 = 0.                                               |
| 223    | Cộng 67 lần chữ số tận cùng vào phần còn lại. | 49729: 4972 + 67 × 9 = 5575, 557 + 67 × 5 = 892, 89 + 67 × 2 = 223.                                             |
| 225    | Số đó chia hết cho 9, 15 và 25. | |
| 225    | Hai chữ số cuối của số đó là "00", "25", "50", hoặc "75" và tổng các chữ số là một bội của 9.                                                                           | 15,075: 75 ở cuối và 1 + 5 + 0 + 7 + 5 = 18 = 2×9.                                                              |
| 227    | Trừ 68 lần chữ số tận cùng vào phần còn lại. | 51756: 5175 - 68 × 6 = 4767, 476 - 68 × 7 = 0.                                                                  |
| 229    | Cộng 23 lần chữ số tận cùng vào phần còn lại. | 52441: 5244 + 23 × 1 = 5267, 526 + 23 × 7 = 687, 68 + 23 × 7 = 229.                                             |
| 233    | Cộng 70 lần chữ số tận cùng vào phần còn lại. | 54289: 5428 + 70 × 9 = 6058, 605 + 70 × 8 = 1165, 116 + 70 × 5 = 466, 46 + 70 × 6 = 466 = 233 × 2.              |
| 239    | Cộng từng nhóm 7 chữ số từ phải sang trái với nhau rồi xét tổng. | 1,560,000,083: 156 + 83 = 239.                                                                                  |
| 239    | Cộng 24 lần chữ số tận cùng vào phần còn lại. | 57121: 5712 + 24 × 1 = 5736, 573 + 24 × 6 = 717, 71 + 24 × 7 = 239.                                             |
| 241    | Trừ 24 lần chữ số tận cùng vào phần còn lại. | 58081: 5808 - 24 × 1 = 5784, 578 - 24 × 4 = 482, 48 - 24 × 2 = 0.                                               |
| 250    | Số tạo bởi ba chữ số cuối cùng phải chia hết cho 250. | 1,327,750 chia hết cho 250.                                                                                     |
| 251    | Trừ 25 lần chữ số tận cùng vào phần còn lại. | 63001: 6300 - 25 × 1 = 6275, 627 - 25 × 5 = 502, 50 - 25 × 2 = 0.                                               |
| 256    | Số tạo bởi 8 chữ số cuối cùng phải chia hết cho 256. | 225,600,000 chia hết cho 256.                                                                                   |
| 257    | Trừ 77 lần chữ số tận cùng vào phần còn lại. | 66049: 6604 - 77 × 9 = 5911, 591 - 77 × 1 = 514 = 257 × 2.                                                      |
| 263    | Cộng 79 lần chữ số tận cùng vào phần còn lại. | 69169: 6916 + 79 × 9 = 7627, 762 + 79 × 7 = 1315, 131 + 79 × 5 = 526, 52 + 79 × 6 = 526 = 263 × 2.              |
| 269    | Cộng 27 lần chữ số tận cùng vào phần còn lại. | 72361: 7236 + 27 × 1 = 7263, 726 + 27 × 3 = 807, 80 + 27 × 7 = 269.                                             |
| 271    | Xét tổng các nhóm 5 chữ số từ phải sang trái. | 77,925,613,961: 7 + 79,256 + 13,961 = 93,224 = 271×344.                                                         |
| 271    | Trừ 27 lần chữ số tận cùng vào phần còn lại. | 73441: 7344 - 27 × 1 = 7317, 731 - 27 × 7 = 542, 54 - 27 × 2 = 0.                                               |
| 277    | Trừ 83 lần chữ số tận cùng vào phần còn lại. | 76729: 7672 - 83 × 9 = 6925, 692 - 83 × 5 = 277.                                                                |
| 281    | Trừ 28 lần chữ số tận cùng vào phần còn lại. | 78961: 7896 - 28 × 1 = 7868, 786 - 28 × 8 = 562, 56 - 28 × 2 = 0.                                               |
| 283    | Cộng 85 lần chữ số tận cùng vào phần còn lại. | 80089: 8008 + 85 × 9 = 8773, 877 + 85 × 3 = 1132, 113 + 85 × 2 = 283.                                           |
| 293    | Cộng 88 lần chữ số tận cùng vào phần còn lại. | 85849: 8584 + 88 × 9 = 9376, 937 + 88 × 6 = 1465, 146 + 88 × 5 = 586, 58 + 88 × 6 = 586 = 293 × 2.              |
| 300    | Hai chữ số cuối của số đó là "00", và tổng các chữ số phải chia hết cho 3.                                                                                              | 3,300: Tổng các chữ số của số là 6, và tận cùng bởi 00.                                                         |
| 329    | Số đó chia hết cho 7 và 47. | |
| 329    | Cộng 33 lần chữ số tận cùng vào phần còn lại. | 9541:954+1×33=954+33=987. 987=3×329.                                                                            |
| 331    | Trừ 33 lần chữ số tận cùng vào phần còn lại. | 22177: 2217-231=1986. 1986=6×331.                                                                               |
| 333    | Số đó chia hết cho 9 và 37. | |
| 333    | Cộng các nhóm ba chữ số từ phải sang trái. | 410,922: 410 + 922 = 1,332                                                                                      |
| 369    | Số đó chia hết cho 9 và 41. | |
| 369    | Cộng từng nhóm 5 chữ số từ phải sang trái với nhau rồi xét tổng. | 50243409: 43409+502 = 43911. 43911 = 369×119.                                                                   |
| 369    | Cộng 37 lần chữ số tận cùng vào phần còn lại. | 8487: 848+7×37 = 848+259 = 1107 = 369×3.                                                                        |
| 375    | Số tạo bởi 3 chữ số cuối phải chia hết cho 125 và tổng các chữ số là một bội của 3.                                                                                     | 140,625: 625 = 125×5 và 1 + 4 + 0 + 6 + 2 + 5 = 18 = 6×3.                                                       |
| 499    | Cộng ba chữ số cuối cùng vào hai lần phần còn lại. | 74,351: 74 × 2 + 351 = 499.                                                                                     |
| 500    | Tận cùng bởi 000 hoặc 500. | 47,500 chia hết cho 500.                                                                                        |
| 512    | Số tạo bởi 9 chữ số cuối cùng phải chia hết cho 512. | 1,512,000,000 chia hết cho 512.                                                                                 |
| 625    | Tận cùng bởi 0000, 0625, 1250, 1875, 2500, 3125, 3750, 4375, 5000, 5625, 6250, 6875, 7500, 8125, 8750 hoặc 9375. Hoặc số tạo bởi bốn chữ số cuối cùng chia hết cho 625. | 567,886,875: 6875.                                                                                              |
| 983    | Cộng ba chữ số cuối cùng vào 17 lần phần còn lại. | 64878: 64×17+878=1966. 1966=2×983                                                                               |
| 987    | Cộng ba chữ số cuối cùng vào 13 lần phần còn lại. | 30597: 30×13+597=987                                                                                            |
| 987    | Số đó phải chia hết cho 21, 47 và 329. | 547785: 5+4+7+7+8+5=36. 36=3×12 54778+5×33=54943. 5494+3×33=5593. 559+3×33=658. 658=2×329.                      |
| 989    | Cộng ba chữ số cuối cùng vào 11 lần phần còn lại. | 21758: 21 × 11 = 231; 758 + 231 = 989                                                                           |
| 989    | Số đó phải chia hết cho cả 23 và 43. | 1978: 197+56=253. 253=11×23 197+104=301. 301=7×43.                                                              |
| 993    | Cộng ba chữ số cuối cùng vào 7 lần phần còn lại. | 986049: 49+6902=6951. 6951=7×993.                                                                               |
| 993    | Số đó phải chia hết cho 331 với tổng các chữ số chia hết cho 3. | 8937: 8+7=15. 15=3×5. (Ghi chú: 9 và 3 đều chia hết cho 3 nên không cần tính vào tổng.) 893-231=662. 662=2×331. |
| 997    | Cộng ba chữ số cuối cùng vào 3 lần phần còn lại. | 157,526: 157 × 3 + 526= 997                                                                                     |
| 999    | Số đó chia hết cho 27 và 37. | |
| 999    | Cộng các nhóm ba chữ số từ phải sang trái. | 235,764: 235 + 764 = 999                                                                                        |
| 1000   | Tận cùng bởi ít nhất 3 chữ số 0. | 2000 tận cùng bởi 3 chữ số 0                                                                                    |

## Quy tắc chia hết tổng quát
Để kiểm tra tính chia hết cho ước số D, trong đó D kết thúc bằng 1, 3, 7 hoặc 9, có thể sử dụng phương pháp sau. Tìm một bội số của D tận cùng bởi 9. (Tức là nếu D tận cùng bởi 1, 3, 7, hoặc 9 thì nhân tương ứng với 9, 3, 7, hoặc 1.) Sau đó cộng thêm 1 và chia cho 10, kết quả nhận được kí hiệu là m. Vậy thì, một số bất kỳ dạng N = 10t + q chia hết cho D khi và chỉ khi mq + t cũng chia hết cho D. Nếu số đó quá dài, ta cũng có thể tách số đó thành từng xâu, mỗi xâu gồm e chữ số, thỏa mãn 10e = 1 hoặc 10e = -1 (mod D). Tổng (hoặc tổng xen kẽ) của các xâu này có cùng tính chia hết cho D tương tự số ban đầu.
Ví dụ, để xác định xem số 913 = 10×91 + 3 có chia hết cho 11 hay không, tìm m sao cho m = (11×9+1)÷10 = 10. Khi đó mq+t = 10×3+91 = 121 = 11×11; Lấy một ví dụ khác, để xác định xem 689 = 10×68 + 9 có chia hết cho 53 hay không, tìm rằng m = (53×3+1)÷10 = 16. Khi đó mq+t = 16×9+68 = 212 chia hết cho 53 (có thương là 4); vì vậy 689 cũng chia hết cho 53.
Cách khác, bất kỳ số nguyên nào Q = 10c + d chia hết cho n = 10a + b, sao cho gcd(n, 2, 5) = 1, nếu c+D(n)*d = A*n với một số nguyên A, trong đó:{\displaystyle D(n)\equiv {\begin{cases}9a+1,&{\mbox{nếu }}n{\mbox{ = 10a+1}}\\3a+1,&{\mbox{nếu }}n{\mbox{ = 10a+3}}\\7a+5,&{\mbox{nếu }}n{\mbox{ = 10a+7}}\\a+1,&{\mbox{nếu }}n{\mbox{ = 10a+9}}\end{cases}}\ }
Một vài số hạng đầu tiên của dãy tạo bởi D(n) là 1, 1, 5, 1, 10, 4, 12, 2,... (dãy A333448 trong OEIS).
Dạng theo từng khoảng của hàm D(n) và dãy được tạo ra bởi nó được nhà toán học người Bulgaria Ivan Stoykov công bố lần đầu tiên vào tháng 3 năm 2020.

## Chứng minh

### Chứng minh sử dụng đại số sơ cấp
Nhiều quy tắc đơn giản có thể được lập ra chỉ bằng cách sử dụng các thao tác đại số, tạo ra các nhị thức và sắp xếp lại chúng. Bằng cách viết một số dưới dạng tổng của từng chữ số nhân với một lũy thừa của 10, có thể thao tác trên mỗi bậc chữ số riêng lẻ.
Trường hợp quy tắc cộng tất cả chữ số
Phương pháp này áp dụng cho xét các ước là thừa số (nhân tử) của 10 − 1 = 9.
Lấy 3 làm ví dụ, 3 chia hết 9 = 10 − 1. Vậy tức là {\displaystyle 10\equiv 1{\pmod {3}}} (xem thêm số học mô đun). Tương tự với các bậc lũy thừa cao hơn của 10: {\displaystyle 10^{n}\equiv 1^{n}\equiv 1{\pmod {3}}}.  Tất cả chúng đều đồng dư với 1 modulo 3. Vì hai số đồng dư modulo 3 thì cả hai đều chia hết cho 3 hoặc đều không chia hết, ta có thể tùy ý hoán đổi giữa các giá trị đồng dư với 3. Vì thế, với một số chẳng hạn như sau, ta có thể thay tất cả các lũy thừa 10 trong đó bằng số 1:
{\displaystyle 100\cdot a+10\cdot b+1\cdot c\equiv (1)a+(1)b+(1)c{\pmod {3}}}
và đây chính bằng tổng các chữ số có trong số đó.
Trường hợp quy tắc sử dụng tổng xen kẽ các chữ số
Phương pháp này phù hợp cho các ước là nhân tử của 10 + 1 = 11.
Lấy dấu hiệu của 11 làm ví dụ, 11 chia hết 11 = 10 + 1. Tức là {\displaystyle 10\equiv -1{\pmod {11}}}. Với các bậc lũy thừa cao hơn của 10, chúng đồng dư 1 đối với các bậc chẵn và đồng dư với −1 đối với các bậc lẻ:
{\displaystyle 10^{n}\equiv (-1)^{n}\equiv {\begin{cases}1,&{\mbox{khi }}n{\mbox{ chẵn}}\\-1,&{\mbox{khi }}n{\mbox{ lẻ}}\end{cases}}{\pmod {11}}.}
Như ở trường hợp trên, ta có thể thay các bậc lũy thừa của 10 với các giá trị đồng dư tương ứng của chúng:
{\displaystyle 1000\cdot a+100\cdot b+10\cdot c+1\cdot d\equiv (-1)a+(1)b+(-1)c+(1)d{\pmod {11}}}
đây cũng chính là hiệu giữa tổng các chữ số ở vị trí hàng lẻ và tổng các chữ số ở vị trí hàng chẵn.
Trường hợp chỉ cần xét (các) chữ số cuối cùng
Quy tắc này áp dụng cho các ước là thừa số của một lũy thừa của 10 (chẳng hạn 2, 5, 10, 20, 25, 50, 100, 125, 250...). Đó là do bậc lũy thừa đủ cao của cơ số (10) chia hết cho ước cần xét, và có thể bỏ qua.
Ví dụ, trong hệ cơ số 10, các thừa số của 101 bao gồm 2, 5, và 10. Vì thế, tính chia hết cho 2, 5, và 10 chỉ phụ thuộc vào 1 chữ số cuối cùng có chia hết cho các ước đó hay không. Các thừa số của 102 bao gồm 4 và 25, và tính chia hết cho các ước đó chỉ phụ thuộc vào 2 chữ số cuối cùng.
Trường hợp chỉ bỏ đi (các) chữ số cuối cùng
Hầu hết các số nguyên đều không chia hết 9 hoặc 10, nhưng chia hết lũy thừa cao hơn của 10n hoặc 10n − 1. Trong trường hợp này số sẽ vẫn được viết thành các bậc lũy thừa của 10, nhưng không khai triển hoàn toàn.
Ví dụ, 7 không chia hết 9 hay 10, nhưng có chia hết 98, là một số gần 100. Vì vậy, tiếp tục từ đây:
{\displaystyle 100\cdot a+b}
ở đó trong trường hợp này a là một số nguyên bất kỳ, và b có thể nằm trong khoảng từ 0 đến 99.  Tiếp theo đó,
{\displaystyle (98+2)\cdot a+b}
và lại khai triển
{\displaystyle 98\cdot a+2\cdot a+b,}
và sau khi bỏ đi số hạng là bội số đã biết của 7, kết quả sẽ là:
{\displaystyle 2\cdot a+b,}
đó chính là quy tắc "nhân đôi số tạo thành bởi phần còn lại ngoài hai chữ số cuối, rồi cộng thêm vào hai chữ số cuối".
Trường hợp (các) chữ số cuối cùng được nhân với một hệ số
Biểu diễn của số nguyên cũng có thể cần được nhân với một số nguyên tố cùng nhau với ước số đang xét mà không làm thay đổi tính chia hết của nó. Từ quan sát rằng 7 chia hết 21, chúng ta có thể thực hiện như sau:
{\displaystyle 10\cdot a+b,}
sau khi nhân với 2, giá trị này trở thành
{\displaystyle 20\cdot a+2\cdot b,}
và sau đó thành
{\displaystyle (21-1)\cdot a+2\cdot b.}
bỏ đi bội số 21 ta được
{\displaystyle -1\cdot a+2\cdot b,}
và nhân với −1 được
{\displaystyle a-2\cdot b.}
Có thể sử dụng một trong hai quy tắc cuối cùng để xét chia hết, tùy thuộc vào quy tắc nào dễ thực hiện tính toán hơn. Chúng tương ứng với quy tắc "trừ hai lần chữ số tận cùng vào phần còn lại".

### Chứng minh sử dụng số học mô đun
Phần này sẽ minh họa phương pháp cơ bản; tất cả các quy tắc khác có thể được suy ra theo cùng một quy trình. Điều sau đây yêu cầu nền tảng kiến thức cơ bản về số học mô đun; đối với tính chia hết cho ước khác 2 và 5 các chứng minh dựa trên kết quả cơ bản rằng 10 mod m khả nghịch nếu 10 và m nguyên tố cùng nhau.
Đối với 2n hoặc 5n:
Chỉ cần xét n chữ số cuối cùng.
{\displaystyle 10^{n}=2^{n}\cdot 5^{n}\equiv 0{\pmod {2^{n}{\mbox{ hoặc }}5^{n}}}}
Biểu diễn x dưới dạng {\displaystyle 10^{n}\cdot y+z,}
{\displaystyle x=10^{n}\cdot y+z\equiv z{\pmod {2^{n}{\mbox{ hoặc }}5^{n}}}}
và tính chia hết của x cho 2 và 5 là tương tự đối với z.
Đối với 7:
Bởi vì 10 × 5  ≡  10 × (−2)  ≡ 1 (mod 7) chúng ta có thể làm như sau:
Biểu diễn x dưới dạng {\displaystyle 10\cdot y+z,}
{\displaystyle -2x\equiv y-2z{\pmod {7}},}
vì thế x chia hết cho 7 khi và chỉ khi y − 2z chia hết cho 7.